# Paul Michael Glaser

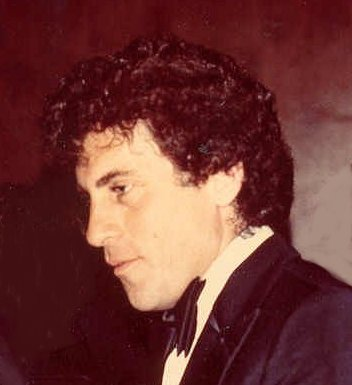
Paul Michael Glaser (1978)

Paul Michael Glaser (* 25. März 1943 in Cambridge, Massachusetts) ist ein US-amerikanischer Schauspieler und Regisseur. Bekanntheit erlangte er durch die Krimiserie Starsky & Hutch, in der er David Michael „Starsky“ verkörperte.

## Leben
Paul Glaser begann seine Karriere Anfang der 1970er Jahre. Er hatte vor allem Gastrollen in verschiedenen Fernsehserien, bis er in der US-amerikanischen Krimiserie Starsky & Hutch erstgenannte Hauptrolle übernahm. Diese Rolle spielte er vier Jahre lang.
Im Jahr 1987 führte Glaser Regie im Film Running Man – eine Anlehnung auf Stephen Kings Bestseller Menschenjagd. Regie führte er schon bei fünf Folgen Starsky & Hutch, ebenso wie bei einigen Folgen der Fernsehserie Miami Vice, in den 2000er Jahren dann bei Las Vegas.
Glaser tritt immer wieder in kleineren Rollen auf und übernimmt bei einigen Folgen von Fernsehserien oder Filmen die Regie.

## Privat

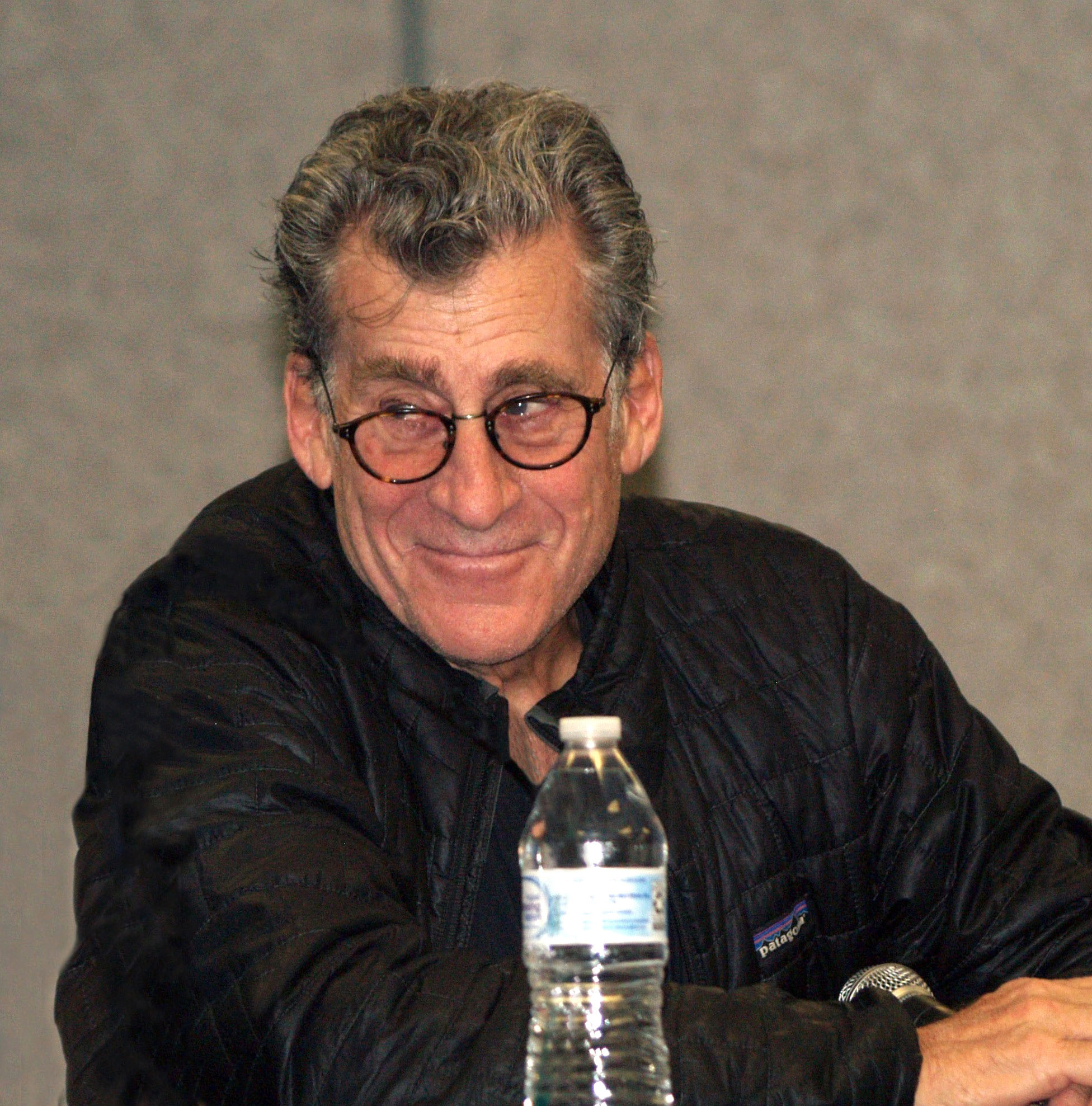
Paul Michael Glaser (2018)

1980 heiratete Paul Glaser Elizabeth Meyer, die sich 1981 während der Geburt der gemeinsamen Tochter Ariel bei einer Bluttransfusion mit HIV infizierte. Da die Krankheit zunächst unbemerkt blieb, infizierte sie auch ihre Tochter sowie den drei Jahre später geborenen Sohn Jake. Die HIV-Infektion wurde erst festgestellt, als Tochter Ariel mit vier Jahren an AIDS erkrankte und 1988 starb. Aufgrund des Verlusts ihrer Tochter und ihrer Erfahrungen im Kampf gegen die Krankheit gründete seine Frau zusammen mit zwei Freundinnen die „Elizabeth Glaser Pediatric AIDS Foundation“. Elizabeth Glaser starb 1994.
Sein Sohn Jake Glaser lebt bis heute mit der Krankheit, wobei ihm unter anderem eine von seinem Vater geerbte Mutation des CCR5-Gens hilft, den Ausbruch der Krankheit zu verzögern. Jake hat das Vermächtnis seiner Mutter fortgeführt und arbeitet für die von ihr gegründete Stiftung.
Von 1996 bis 2007 war Paul Glaser mit der Filmproduzentin Tracy Barone verheiratet. Mit ihr hat er eine Tochter.

## Filmografie
Schauspieler
- 1969–1970: Love is a Many Splendored Thing (Fernseh-Seifenoper, 586 Folgen)
- 1971: Anatevka
- 1972: Schmetterlinge sind frei (Butterflies Are Free)
- 1972: Cannon (Fernsehserie, Folge 2x13)
- 1972: Die Straßen von San Francisco (The Streets of San Francisco, Fernsehserie, Folge 1x12)
- 1973: Die Waltons (The Waltons, Fernsehserie, Folge 2x13)
- 1974: Kojak – Einsatz in Manhattan (Kojak, Fernsehserie, Folge 1x19)
- 1974: Detektiv Rockford – Anruf genügt (The Rockford Files, Fernsehserie, Folge 1x08)
- 1975–1979: Starsky & Hutch (Fernsehserie, 92 Folgen)
- 1976: Die großen Houdinis (The Great Houdinis)
- 1980: Phobia
- 1983: Zuhause ist der Teufel los (Wait till Your Mother Gets Home!, Fernsehfilm)
- 1983: Princess Daisy (Princess Daisy, Miniserie)
- 1984: Jeanny – Krankhaft besessen von Eifersucht (Jealousy, Fernsehfilm)
- 1984: Single sucht Single (Single Bars, Single Women, Fernsehfilm)
- 2001: F-Stops
- 2003: Was das Herz begehrt (Something’s Gotta Give)
- 2004: Third Watch – Einsatz am Limit (Third Watch, Fernsehserie, 3 Folgen)
- 2004: Starsky & Hutch
- 2007: Live!
- 2008: The Closer (Fernsehserie, Folge 4x02)
- 2008: Criminal Minds (Fernsehserie, Folge 4x08)
- 2008: Numbers – Die Logik des Verbrechens (NUMB3RS, Fernsehserie, Folge 5x09)
- 2009: The Mentalist (Fernsehserie, 2 Folgen)
- 2013–2019: Ray Donovan (Fernsehserie, 4 Folgen)
- 2019: Grace and Frankie (Fernsehserie, 2 Folgen)

Regisseur
- 1977–1979: Starsky & Hutch (Fernsehserie, 5 Folgen)
- 1984–1985: Miami Vice (Fernsehserie, 3 Folgen)
- 1986: Die gnadenlose Clique (Band of the Hand)
- 1987: Unglaubliche Geschichten (Amazing Stories, Fernsehserie, 1 Folge)
- 1987: Running Man (The Running Man)
- 1992: Liebe und Eis (The Cutting Edge)
- 1994: Der Sprung nach oben (The Air Up There)
- 1996: Kazaam – Der Geist aus der Flasche (Kazaam)
- 2001/2003: Für alle Fälle Amy (Judging Amy, Fernsehserie, 2 Folgen)
- 2002: The Agency – Im Fadenkreuz der C.I.A. (The Agency, Fernsehserie, 3 Folgen)
- 2004–2005: Third Watch – Einsatz am Limit (Third Watch, Fernsehserie, 2 Folgen)
- 2005–2008: Las Vegas (Fernsehserie, 5 Folgen)
- 2008: Criminal Minds (Fernsehserie, 1 Folge)